# Ранштедт
Ранштедт (нем. Rannstedt) — община в Германии, в земле Тюрингия. 
Входит в состав района Веймар. Подчиняется управлению Бад Зульца. Население составляет 181 человек (на 31 декабря 2010 года). Занимает площадь 2,96 км².